# Баукијери (Асти)
Баукијери је насеље у Италији у округу Асти, региону Пијемонт.
Према процени из 2011. у насељу је живело 28 становника. Насеље се налази на надморској висини од 270 м.